# 튠 인 투모로우
《튠 인 투모로우》(영어: Tune in Tomorrow)는 미국에서 제작된 존 에이미얼 감독의 1990년 코미디 영화이다. 마리오 바르가스 요사의 소설 〈나는 훌리아 아주머니와 결혼했다〉(스페인어: La tía Julia y el escribidor)가 원작이며, 여러 국가에서 해당 뜻의 제목으로 개봉되었다. 바버라 허시, 키아누 리브스 등이 출연하였고, 존 피들러 등이 제작에 참여하였다.

## 출연진
- 바버라 허시
- 키아누 리브스
- 피터 포크
- 빌 매커천
- 디디 파이퍼
- 퍼트리샤 클라크슨
- 리처드 포트노
- 애덤 러페브러
- 헨리 깁슨
- 피터 갤러거
- 조엘 파비아니
- 댄 허데이야
- 벅 헨리
- 호프 랭
- 존 래러켓
- 엘리자베스 맥거번
- 리처드 B. 슐
- 레이 매키넌

## 기타 제작진
- 미술: 짐 클레이
- 의상: 베치 하이먼